# Liste der Naturdenkmale in Vellberg
| Naturdenkmale | Anzahl |
| ------------- | ------ |
| FND           | 17     |
| END           | 4      |
| Gesamt        | 21     |

Die Liste der Naturdenkmale in Vellberg nennt die verordneten Naturdenkmale (ND) in der Stadt Vellberg im baden-württembergischen Landkreis Schwäbisch Hall in Deutschland.
In Vellberg gibt es insgesamt 21 als Naturdenkmal geschützte Objekte, davon 17 flächenhafte Naturdenkmale (FND) und 4 Einzelgebilde-Naturdenkmale (END).
Stand: 1. November 2016.

## Flächenhafte Naturdenkmale (FND)
| Name                                            | Bild | Kennung     | Einzelheiten | Position | Fläche Hektar | Datum         |
| ----------------------------------------------- | ---- | ----------- | ------------ | -------- | ------------- | ------------- |
| Alter Steinbruch am Lindenberg                  | BW   | 81270890022 | Vellberg     | ⊙        | 0,1           | 21. Dez. 1993 |
| Alter Steinbruch westlich von Eschenau          | BW   | 81270890020 | Vellberg     | ⊙        | 0,3           | 21. Dez. 1993 |
| Doline bei Hilpert am Benzelberg                | BW   | 81270890009 | Vellberg     | ⊙        | 0,0           | 16. Okt. 1990 |
| Dolinen am Hohenrotwald                         | BW   | 81270890010 | Vellberg     | ⊙        | 3,0           | 16. Okt. 1990 |
| Dolinenkette südöstl.von Talheim                | BW   | 81270890018 | Vellberg     | ⊙        | 0,1           | 21. Dez. 1993 |
| Feuchtgebiet in den Krautgartenwiesen           | BW   | 81270890013 | Vellberg     | ⊙        | 0,1           | 21. Dez. 1993 |
| Feuchtgebiet Kraftsee                           | BW   | 81270890003 | Vellberg     | ⊙        | 2,2           | 16. Sep. 1985 |
| Hecken u. Magerrasenflächen östl.von Merkelbach | BW   | 81270890021 | Vellberg     | ⊙        | 1,0           | 21. Dez. 1993 |
| Hohlweg in den Straßenäckern                    | BW   | 81270890012 | Vellberg     | ⊙        | 0,6           | 16. Okt. 1990 |
| Hohlweg östlich von Schneckenweiler             | BW   | 81270890023 | Vellberg     | ⊙        | 0,1           | 21. Dez. 1993 |
| Magerrasen am Kührain                           | BW   | 81270890015 | Vellberg     | ⊙        | 4,3           | 21. Dez. 1993 |
| Magerrasen am Schlegelsberg                     | BW   | 81270890005 | Vellberg     | ⊙        | 0,3           | 21. Dez. 1993 |
| Pflanzenstandort am Kührain                     | BW   | 81270890014 | Vellberg     | ⊙        | 1,1           | 21. Dez. 1993 |
| Wegrain im Gewann Rohr                          | BW   | 81270890011 | Vellberg     | ⊙        | 0,3           | 16. Okt. 1990 |
| Weidehang N von Merkelbach                      | BW   | 81270890024 | Vellberg     | ⊙        | 4,9           | 21. Dez. 1993 |
| 2 Dolinen in der Kreuzhalde                     | BW   | 81270890016 | Vellberg     | ⊙        | 0,0           | 21. Dez. 1993 |
| 2 Täler und 3 Dolinen nördl.von Schneckenweiler | BW   | 81270890019 | Vellberg     | ⊙        | 2,2           | 21. Dez. 1993 |
| Legende für Naturdenkmal                        |      |             |              |          |               |               |

## Einzelgebilde (END)
| Name                                      | Bild | Kennung     | Einzelheiten | Position | Fläche Hektar | Datum         |
| ----------------------------------------- | ---- | ----------- | ------------ | -------- | ------------- | ------------- |
| Talheimer Eiche                           | BW   | 81270890006 | Vellberg     | ⊙        | 0,0           | 24. Okt. 1983 |
| 1 Mammutbaum (Wellingtonie)               | BW   | 81270890001 | Vellberg     | ⊙        | 0,0           | 10. März 1967 |
| 1 Stieleiche nordöstlich Lorenzenzimmern  | BW   | 81270890002 | Vellberg     | ⊙        | 0,0           | 24. Okt. 1983 |
| 2 Linden an der Kirche in Lorenzenzimmern | BW   | 81270890004 | Vellberg     | ⊙        | 0,0           | 24. Okt. 1983 |
| Legende für Naturdenkmal                  |      |             |              |          |               |               |